# Свети Јован (Медовски)
Свети Јован или Свети Јован Медовски (алб. Shëngjin или Shëngjini, итал. San Giovanni di Medua, понекад само Медово) је приморски лучки град и средиште истоимене општине у Љешкој области, у северној Албанији. У граду се налази значајна истоимена лука на обали Јадранског мора.

## Историја
Насеље на подручју данашњег Светог Јована се први пут спомиње у антици као лука коју су користили становници оближњег Лиса (Lissus; данашњи Љеш). Према предању, управо је ту луку искористио римски војсковођа Јулије Цезар када се 48. п. н. е. за време грађанског рата искрцао на Балкан, при чему су његове трупе успешно умакле надмоћној помпејанској морнарици. Сам град се под именом Свети Јован Медовски први пут помиње 1333. године. После отоманског освајања Албаније, важност луке је опала, јер је највећи део трговине усмерен ка оближњем Улцињу.
У Првом балканском рату, црногорска и српска војска су привремено заузеле град, очекујући његово припајање Србији или Црној Гори после рата. Српска војска је ушла у град 19. новембра 1912. године. Председник општине и срески начелник постао је Михајло Јефтић водник митраљеског одељења, Петог пука другог позива. Ускоро је срески начелник постао дипломата Иван Иванић, а његова пожртвована супруга Делфа Иванић отворила је болницу за српске рањенике. 12. марта 1913. године у луци се десио трагичан инцидент када је конвој бродова са српским трупама које су морем транспортоване из Солуна да појачају опсаду Скадра пресрела турска крстарица Хамидија. Том приликом је потопљено неколико бродова, а најмање стотину српских војника се удавило.
Дана 20. марта 1913. године Конференција амбасадора Великих сила у Лондону је одлучила да Свети Јован дефинитивно остаје Албанији.
На Бадњи дан 1915, тј. 6. јануара 1916. потопљен је брод са добровољцима из Америке, страдало их је око 300 - на Цетињу им је 1939. подигнут споменик.
У време комунистичке Албаније се у Светом Јовану Медовском налазила главна војна база, а на плажама су саграђени бројни бункери који данас служе као туристичка атракција.
Године 2009. Влада Албаније је најавила да ће дозволити Косову да користи ову јадранску луку у комерцијалне сврхе.
Градоначелник је Салвадор Качај, а владајућа странка Национална Алијанса „Арбноре“.

## Партнерски градови
- Косовска Митровица
- Варна